# Distrito judicial
Um distrito judicial ou distrito judiciário é uma divisão judicial existente em alguns países. Conforme a organização judiciária do país, a cada um dos distritos pode corresponder um tribunal de primeira ou de segunda instância.

## Brasil
No Brasil, um distrito judiciário é uma subdivisão de uma comarca.

## Portugal
Entre 1832 e 2014, os distritos judiciais constituíram a maior divisão territorial judicial de Portugal, cada qual agregando várias comarcas e constituindo a área de jurisdição de um tribunal da relação (tribunal judicial de segunda instância). Com a criação do Tribunal da Relação de Guimarães em 2002, o distrito judicial de Porto tornou-se singular pelo facto de passar a ter dois tribunais da relação.
Os distritos judiciais foram extintos na sequência da implementação da reforma da organização judiciária de 2014. Os tribunais da relação continuam a ter jurisdição sobre grupos de comarcas, mas as área territoriais correspondentes a estes grupos deixaram de ter designação própria.
O Ministério Público mantém ainda uma organização territorial com base em quatro procuradoriais-gerais distritais, que têm como área de jurisdição os distritos judiciais que existiam em 2014.
Até à sua extinção, existiram os seguintes distritos judiciais:
1. Distrito Judicial do Porto (1832-2014);
2. Distrito Judicial de Lisboa (1832-2014);
3. Distrito Judicial dos Açores (1832-1910);
4. Distrito Judicial de Coimbra (1918-2014);
5. Distrito Judicial de Évora (1973-2014);

Para além dos acima referidos, nos territórios ultramarinos portugueses, existiram os seguintes distritos judiciais:
1. Distrito Judicial de Goa (1903-1961)
2. Distrito Judicial de Luanda (1906-1975)
3. Distrito Judicial de Lourenço Marques (1906-1975)